# Sint-Martinuskerk (Morsum)
De Sint-Martinuskerk (Duits: Kirche St. Martin is een protestants-lutherse kerk in Morsum in de gemeente Sylt op het Duitse eiland Sylt. Het kerkgebouw staat buiten het dorp en toont overeenkomsten met de kerk van Keitum. Het heeft een ingesnoerd koor met een halfronde apsis, maar is aanmerkelijk kleiner en is torenloos gebleven. Van de Sint-Martinuskerk wordt voor het eerst in 1240 melding gedaan.

## Bouw

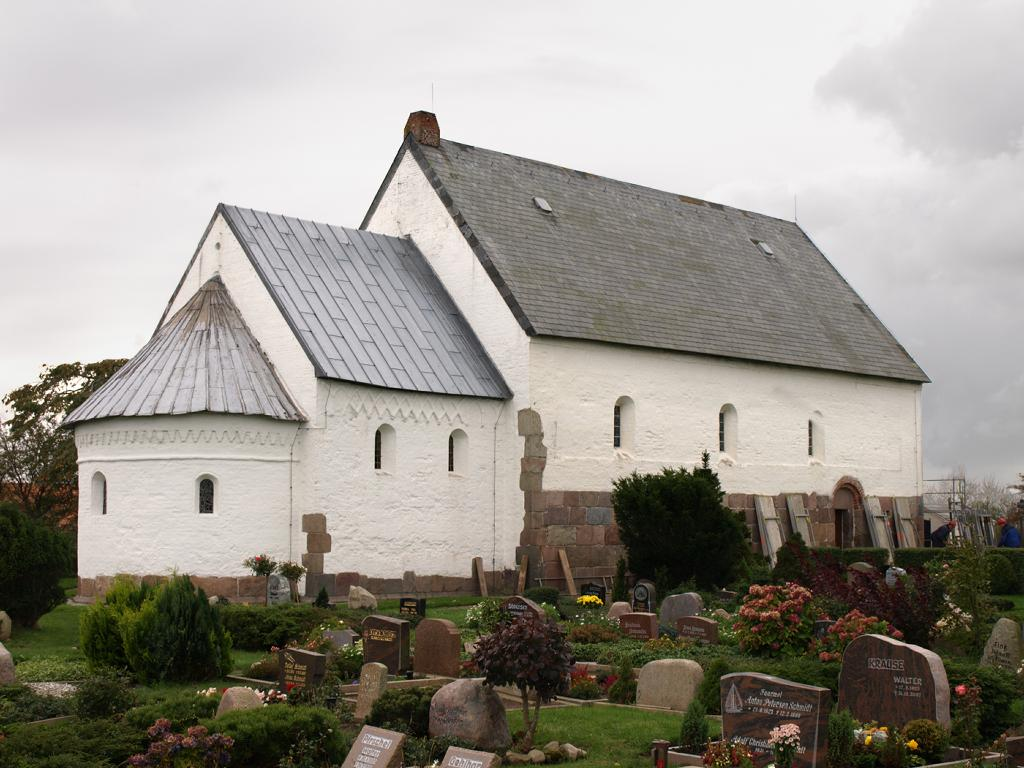
De kerk vanuit het noordoosten

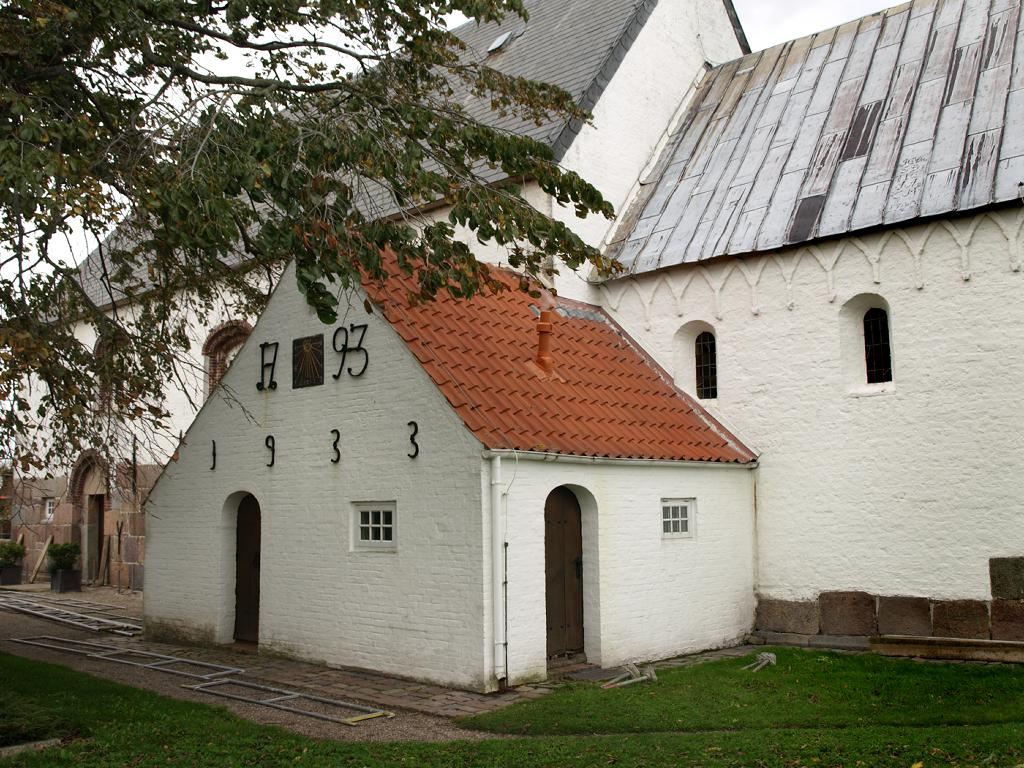
Het voorhuis

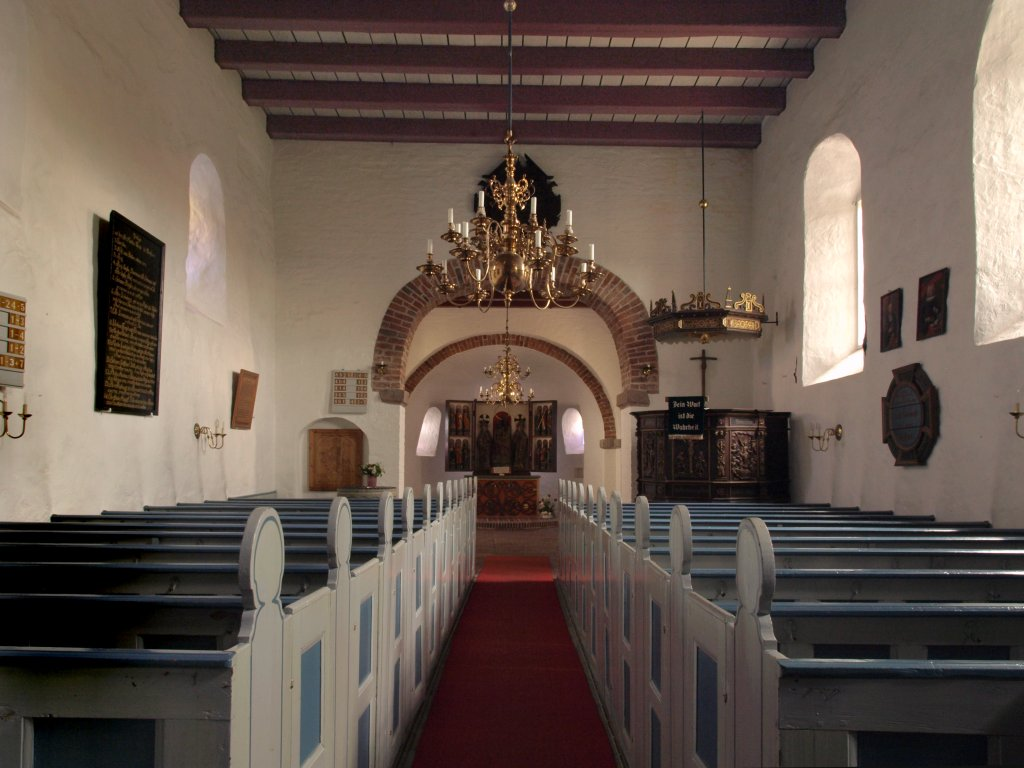
Overzicht interieur

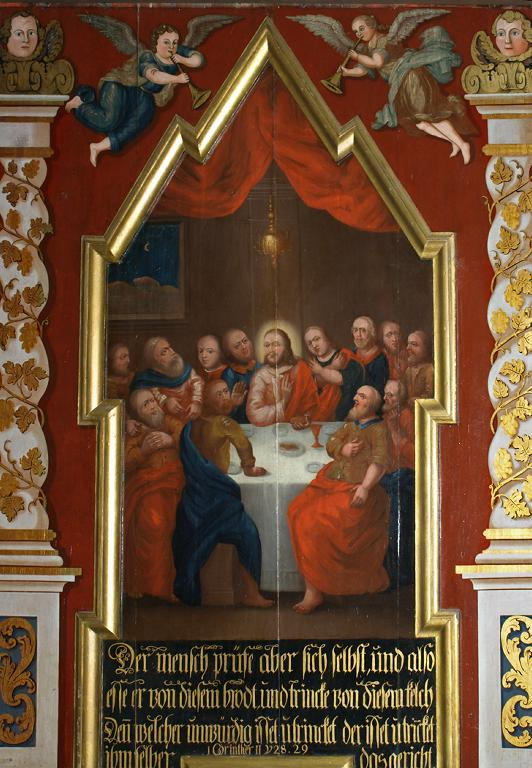
Laatste Avondmaal

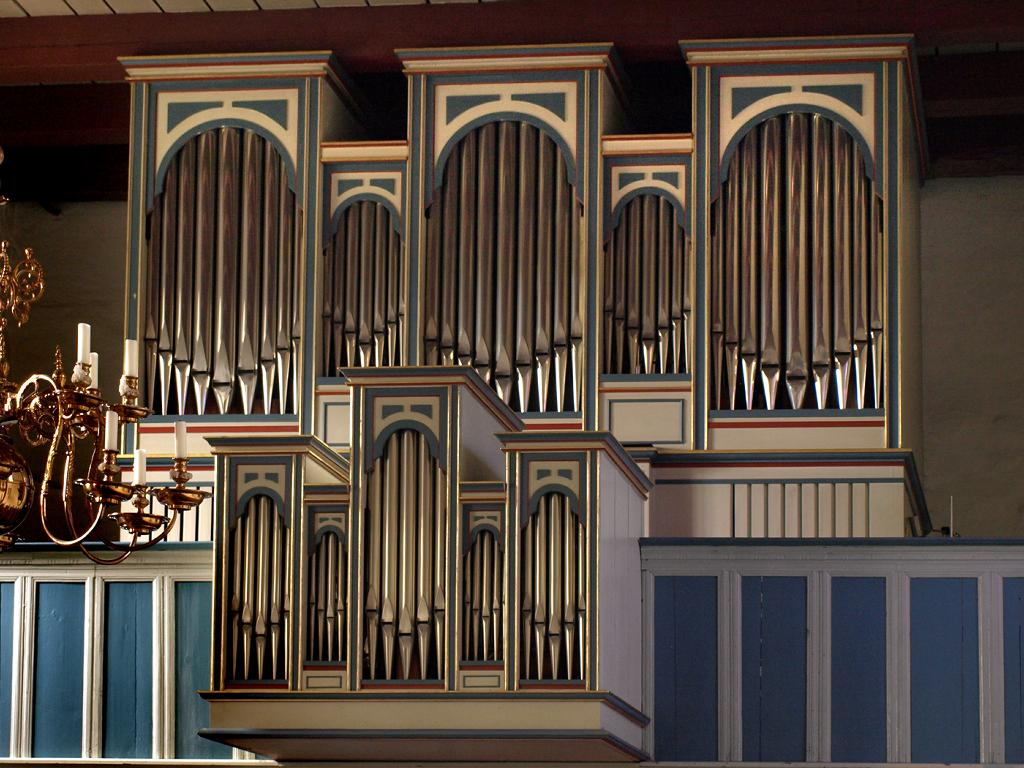
Orgel

De kerk dateert grotendeels uit de romaanse periode. Het onderste deel van het muurwerk bestaat uit granietblokken, daarboven werd voor het koor en de apsis tufsteen en voor het kerkschip baksteen gebruikt. Deze combinatie is kenmerkend voor de Noord-Friese eilandkerken en men kan er derhalve van uitgaan dat de Sint-Martinuskerk in de 12e eeuw, dus nog voor de eigenlijke baksteenperiode, gebouwd werd. Het kerkschip heeft in de noordelijke muur nog de oude vensters, ook de drie vensters van de apsis zijn oorspronkelijk. De apsis en het koor zijn van ruit- respectievelijk trapfriezen voorzien en hebben een dakbedekking van lood. De loden dakbedekking van het kerkschip werd in 1895 verkocht en vervangen door lei. Op het zuiden werd in 1793 een voorhuis gebouwd, dat in 1933 werd vernieuwd.

## Klokken
De klok van de kerk hangt in de vrijstaande klokkenstoel. De klokkenstoel heeft een achtzijdige spits en werd voor het laatst in 1984 gerenoveerd. De klok heeft als inschrift Glori gloria in exelsis Deo 1767 en me fecit Johann Nicolaus Bieber in Hamburg en wordt nog altijd met de hand geluid.

## Interieur
Het kerkschip en het koor worden met een houten zoldering afgesloten, de apsis heeft daarentegen een half koepelgewelf. De apsis wordt gescheiden van het koor door een rondboog van baksteen. Een rondboog markeert ook de overgang van het kerkschip naar het koor. De noordelijke galerij uit 1684 werd bij een restauratie in de jaren 1931-1933 verwijderd. De westelijke galerij bleef echter bewaard. Ook werden in 1932 de banken uit de koorruimte verwijderd, werd de kansel naar de rand van het koor verschoven en het doopvont op de huidige plaats opgesteld.

## Inrichting

#### Vleugelaltaar
De beelden van het vleugelaltaar stammen uit de laatgotiek, de kast is grotendeels van 1933. In het middendeel wordt een genadestoel uitgebeeld. Ongebruikelijk is de voorstelling dat God de Vader zijn zoon niet als de verrezen Christus presenteert, maar als bij een piëta als een dode Zoon in Zijn armen houdt. Aan weerszijden van de genadestoel staan twee bisschoppen, links Sint-Severinus, rechts Sint-Martinus. De zijvleugels worden door de twaalf apostelen bezet. Op het tufstenen altaar is houtsnijwerk uit 1933 aangebracht, te zien zijn de levensboom met de symbolen van de vier evangelisten.

#### Doopvont
Het doopvont is samengesteld uit drie blokken kalksteen uit Gotland en stamt uit het midden van de 13e eeuw. De cuppa is met rondboogelementen voorzien, de messing schaal dateert uit het jaar 1682, de doopkan uit het jaar 1760.

#### Kansel
De zeszijdige eiken kanselkuip uit 1698 draagt in de zes reliëfvelden voorstellingen van de Verkondiging, de Geboorte van Christus, de Doop, de Kruisiging, de Verrijzenis en de Hemelvaart. Het vijfzijdige klankbord uit 1656 werd na een decennialang verblijf op de zolder van de pastorie in 2004 weer boven de kanselkuip opgehangen.

#### Wijwaterbekken
Op de linker kant van het koor bevindt zich een meer dan 1000-jarig oud wijwaterbekken, dat met vier kruisen is versierd. Het deed tot de terugkeer in de kerk in 1932 gedurende lange tijd dienst als regengoot. Boven het wijwaterbekken bevindt zich aan de muur een plaquette ter nagedachtenis aan de dood van 50 Morsumer scheepslieden tijdens de stormvloed van 15 maart 1744.

#### Kroonluchters
De messing kroonluchter in het kerkschip met twee lichtkransen is een replica naar een oud model uit Denemarken van 1979. In het koor hangt een Vlaamse kroonluchter uit 1713 met het inschrift: Johann Pietersen de Haen / Engel Jansen de Haen / Anno 1713 Gott zu Ehren und der Kirchen zum Zirath / Diese Krone verehret hat. De kroonluchter werd geschonken door de gebroeders De Haen, die na de jacht op walvissen met de schenking van de kroonluchter zo God dankten voor de behouden vaart. De kroonluchter heeft twee lichtkransen en wordt bekroond met een pelikaan, christelijk symbool van opofferende liefde.

#### Schilderijen
Er hangen twee schilderijen van de predikanten Flor senior († 1739) en junior († 1759) in de kerk. Het andere schilderij aan de noordelijke muur van het koor stelt het Laatste Avondmaal voor. Dat schilderij betreft een verloren gewaand middendeel van een oud altaar uit de kerk en werd in 1999 bij de restauratie van het huidige altaar teruggevonden.

#### Orgel
Het orgel werd in 1965 door de firma Kemper uit Lübeck gebouwd. Het bezat 12 registers maar werd in 1984 tijdens een restauratie door de orgelbouwer Rudolf Neuthor uit Kiel vergroot en heeft sindsdien 22 klinkende registers.